# Horch

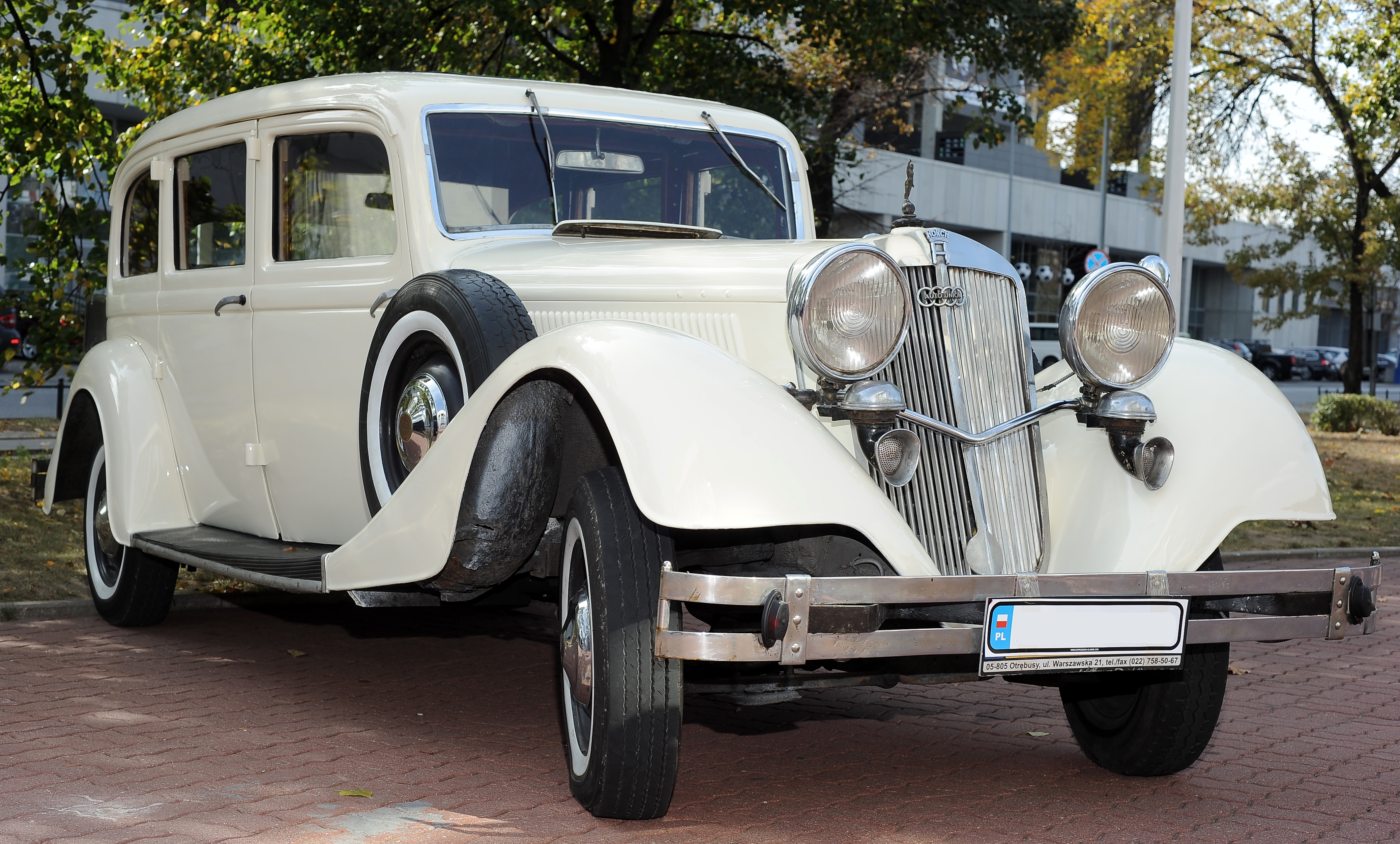
Horch 830 BL z 1938 roku ze zbiorów Prywatnego Muzeum Motoryzacji i Techniki w Otrębusach

Horch – niemiecka marka samochodów produkowanych w latach 1901–1945.
Samochody marki Horch odznaczały się od samego początku wysoką jakością, luksusowym wykończeniem i innowacyjnymi rozwiązaniami konstrukcyjnymi.

## Historia
August Horch w roku 1899 założył swoje pierwsze przedsiębiorstwo A. Horch & Cie. w Kolonii (Köln-Ehrenfeld). W roku 1901 wyjechał z jego warsztatu (mieszczącego się w dawnej stajni) pierwszy samochód własnej konstrukcji. Przedsiębiorstwo rozwijało się, wobec czego A. Horch przeniósł w roku 1902 zakład do Reichenbach im Vogtland, gdzie w roku 1903 wyprodukowano pierwszy w Niemczech samochód z silnikiem czterocylindrowym. W roku 1904 założył nowe przedsiębiorstwo Horch & Cie. Motorwagen-Werke AG w Zwickau, w którym w 1907 roku zbudowano innowacyjny silnik sześciocylindrowy. Samochody marki Horch osiągały wybitne sukcesy w sporcie motorowym.
W 1909 roku August Horch opuścił swoje przedsiębiorstwo i założył w Zwickau nowe przedsiębiorstwo pod firmą Audi Automobilwerke mbH, ponieważ określenie Horch było zastrzeżone przez dawne przedsiębiorstwo. W roku 1932 z inicjatywy saskiego banku państwowego Sächsische Staatsbank zakłady Horch wraz z przedsiębiorstwami Audi i DKW oraz działem produkcji samochodów zakładów Wanderer utworzyły spółkę Auto Union AG.
Obecnie w Zwickau znajduje się powszechnie znane muzeum August-Horch-Museum.

## Modele
| Model                                   | Lata produkcji | Silnik | Pojemność silnika | Moc             |
| --------------------------------------- | -------------- | ------ | ----------------- | --------------- |
| 4-15 PS                                 | 1900–1903      | R2     |                   | 2.9-3.7 kW      |
| 10-16 PS                                | 1902–1904      | R2     |                   | 7.4-8.8 kW      |
| 22-30 PS                                | 1903           | R4     | 2725 cm³          | 16.2-18.4 kW    |
| 14-20 PS                                | 1905–1910      | R4     | 2270 cm³          | 10.3-12.5 kW    |
| 18/25 PS                                | 1904–1909      | R4     | 2725 cm³          | 16.2 kW         |
| 23/50 PS                                | 1905–1910      | R4     | 5800 cm³          | 29 kW           |
| 26/65 PS                                | 1907–1910      | R6     | 7800 cm³          | 44 kW           |
| 25/60 PS                                | 1909–1914      | R4     | 6395 cm³          | 40 kW           |
| 10/30 PS                                | 1910–1911      | R4     | 2660 cm³          | 18.4 kW         |
| K (12/30 PS)                            | 1910–1911      | R4     | 3177 cm³          | 20.6 kW         |
| 15/30 PS                                | 1910–1914      | R4     | 2608 cm³          | 22 kW           |
| H (17/45 PS)                            | 1910–1919      | R4     | 4240 cm³          | 33 kW           |
| 6/18 PS                                 | 1911–1920      | R4     | 1588 cm³          | 13.2 kW         |
| 8/24 PS                                 | 1911–1922      | R4     | 2080 cm³          | 17.6 kW         |
| O (14/40 PS)                            | 1912–1922      | R4     | 3560 cm³          | 29 kW           |
| Pony (5/14 PS)                          | 1914           | R4     | 1300 cm³          | 11 kW           |
| 25/60 PS                                | 1914–1920      | R4     | 6395 cm³          | 44 kW           |
| 18/50 PS                                | 1914–1922      | R4     | 4710 cm³          | 40 kW (55 PS)   |
| S (33/80 PS)                            | 1914–1922      | R4     | 8494 cm³          | 59 kW           |
| 10 M 20 (10/35 PS)                      | 1922–1924      | R4     | 2612 cm³          | 25.7 kW         |
| 10 M 25 (10/50 PS)                      | 1924–1926      | R4     | 2612 cm³          | 37 kW           |
| 8 Typ 303/304 (12/60 PS)                | 1926–1927      | R8     | 3132 cm³          | 44 kW           |
| 8 Typ 305/306 (13/65 PS)                | 1927–1928      | R8     | 3378 cm³          | 48 kW           |
| 8 Typ 350/375/400/405 (16/80 PS)        | 1928–1931      | R8     | 3950 cm³          | 59 kW           |
| 8 3 ltr. Typ 430                        | 1931–1932      | R8     | 3009-3137 cm³     | 48 kW (65 PS)   |
| 8 4 ltr. Typ 410/440/710                | 1931–1933      | R8     | 4014 cm³          | 59 kW (80 PS)   |
| 8 4,5 ltr. Typ 420/450/470/720/750/750B | 1931–1935      | R8     | 4517 cm³          | 66 kW (90 PS)   |
| 8 5 ltr. Typ 480/500/500A/500B/780/780B | 1931–1935      | R8     | 4944 cm³          | 74 kW (100 PS)  |
| 12 6 ltr. Typ 600/670                   | 1931–1934      | V12    | 6021 cm³          | 88 kW (120 PS)  |
| 830                                     | 1933–1934      | V8     | 3004 cm³          | 51 kW (70 PS)   |
| 830B                                    | 1935           | V8     | 3250 cm³          | 51 kW (70 PS)   |
| 830Bk/830BL                             | 1935–1936      | V8     | 3517 cm³          | 55 kW (75 PS)   |
| 850/850 Sport                           | 1935–1937      | R8     | 4944 cm³          | 74 kW (100 PS)  |
| 830BL/930V                              | 1937–1938      | V8     | 3517 cm³          | 60 kW (82 PS)   |
| 830BL/930V                              | 1938–1940      | V8     | 3823 cm³          | 67.6 kW (92 PS) |
| 851/853/853A/855/951/951A               | 1937–1940      | R8     | 4944 cm³          | 74 kW (100 PS)  |